# Mission to Mars
Mission to Mars (Missió a Mart) és una pel·lícula de ciència-ficció estatunidenca del 2000, dirigida per Brian De Palma, amb guió de Jim Thomas, John Thomas, i Graham Yost, i un parc d'atraccions de Disney inspirat en la mateixa obra. La pel·lícula descriu el primer viatge tripulat a Mart, i com l'astronauta americà Jim McConnell (Gary Sinise) coordina una missió de rescat d'un altre astronauta. Hi va participar actors com Tim Robbins, Don Cheadle, Connie Nielsen, Jerry O'Connell, i Kim Delaney, entre d'altres.